# Димитър Костов (офицер)
Вижте пояснителната страница за други личности с името Димитър Костов.
Димитър Влаховски Костов е български офицер, полковник.

## Биография
Роден е на 24 декември 1892 година в Плевен. През 1915 година завършва Военното училище в София. Служил е в четвърти пехотен плевенски полк, осми пехотен приморски полк и 22-ри пограничен участък. От 1928 г. е на служба в двадесет и втори пехотен тракийски полк. НА следващата година отново служи в 4-ти пехотен полк. От 1931 г. е адютант на 4-та инспекционна област, а през 1933 г. е изпратен да служи в 9-и пограничен участък. През 1934 г. е преместен в 20-и пограничен участък за 1 година, след което е изпратен в деветнадесети пехотен шуменски полк. От 1938 до към 1940 е командир на двадесет и първи пехотен средногорски полк. На 13 декември 1941 година е назначен за началник-щаб на петнадесета пехотна охридска дивизия. На 12 май 1942 година става командир на шестдесет и втори пехотен полк, част от шестнадесета пехотна дивизия. На 14 септември 1944 година е уволнен..

## Военни звания
- Подпоручик (25 август 1915)
- Поручик (30 май 1917)
- Капитан (1 май 1920)
- Майор (30 май 1930)
- Подполковник (21 август 1934)
- Полковник (3 октомври 1938)